# Seersucker
Seersucker eller bæk og bølge er et bølget bomuldsstof, der ofte er stribet eller ternet og ofte bruges til sommertøj. Ordet kommer fra persisk og stammer fra ordene sheer og shakar, der bogstavelig talt betyder "mælk og sukker", der formentlig kommer fra stoffets glatte og ru striber, der minder om det bløde mælk og ujævne sukker. Seersucker er vævet så trådene samles og giver en rynket effekt nogle steder. Dette får stoffet hovedsageligt at blive holdt væk fra huden, når det bæres, hvilket giver bedre mulighed for at transportere varmen væk og få luftcirkulation. Det kan derfor heller ikke stryges.
Seersucker buges bl.a. til jakkesæt, shorts, skjorter, gardiner, kjoler og ornater samt til sengetøj. De mest almindelige farver er hvid og blå, men det produceres i en lang række farver, normalt to eller flere, i striber, der normalt er bredere end nålestriber. 

## Galleri
- Nærbillede af seersucker (gingham), der viser bølgerne.
- Grøn og hvid seersucker skjorte.
- En blå og hvid seersucker jakke.